# Capsaicin
Capsaicin (abgekürzt CPS) ist ein in verschiedenen Paprika-Arten natürlich vorkommendes Alkaloid, das bei Säugetieren durch Wirkung auf spezifische Rezeptoren einen Hitze- oder Schärfereiz und damit verbunden die Freisetzung von Neuropeptiden wie Substanz P hervorruft. Chemisch ist Capsaicin ein Fettsäureamid, genauer das Vanillylamid der Fettsäure trans-8-Methyl-6-nonensäure (auch trans-6-Isodecensäure genannt). Capsaicin ist lipophil (fettlöslich).

## Vorkommen und Vertreter

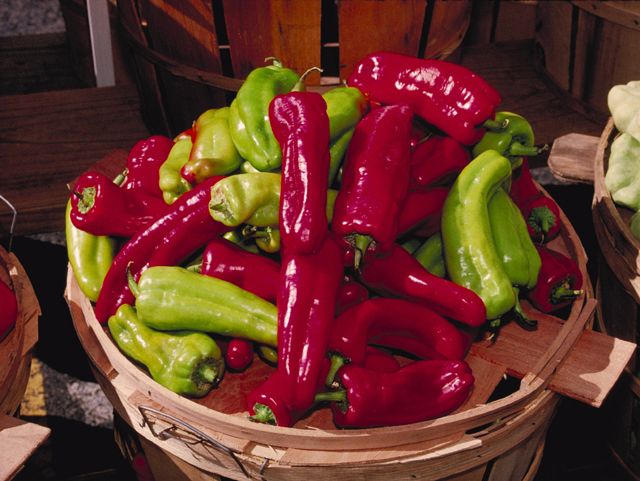
Chilischoten

Capsaicin ist in verschiedenen Arten der Gattung Capsicum (Paprika) aus der Familie der Nachtschattengewächse Solanaceae in Anteilen von 0,3 bis 0,5 % enthalten. Es findet sich vorwiegend in den Früchten der Capsicum-Pflanzen; diese oft fälschlich als Paprika- oder Chilischoten bezeichneten Früchte sind botanisch Beeren. Capsaicin und andere aus Capsicum gewonnene, Schärfeempfinden auslösende Stoffe werden als Capsaicinoide bezeichnet.

### Capsaicinoide
Die Capsaicinoide Capsaicin und Dihydrocapsaicin sind die beiden Hauptscharfstoffe in Chilipulver. Beide Substanzen sind nach der Scoville-Skala fast doppelt so scharf wie die in geringerer Menge vorhandenen Capsaicinoide Nordihydrocapsaicin, Homocapsaicin und Homodihydrocapsaicin.
| Capsaicinoid         | Abkürzung | Anteil      | Scoville-Einheiten | Strukturformel                              |
| -------------------- | --------- | ----------- | ------------------ | ------------------------------------------- |
| Capsaicin            | C         | 12–78 %     | 16.000.000         | Chemische Struktur von Capsaicin            |
| Dihydrocapsaicin     | DHC       | 9–66 %      | 16.000.000         | Chemische Struktur von Dihydrocapsaicin     |
| Nordihydrocapsaicin  | NDHC      | 0–30 %      | 9.100.000          | Chemische Struktur von Nordihydrocapsaicin  |
| Homocapsaicin        | HC        | 1 %         | 8.600.000          | Chemische Struktur von Homocapsaicin        |
| Homodihydrocapsaicin | HDHC      | 0–22 %      | 8.600.000          | Chemische Struktur von Homodihydrocapsaicin |
| Nonivamid            | PAVA      | synthetisch | 9.200.000          | Chemische Struktur von Nonivamide           |

### Synthetische Analoga
Als synthetischer Ersatz steht Pseudocapsaicin (INN: Nonivamid) zur Verfügung. Ein weiteres Capsaicin-Analogon ist Capsazepin, das als spezifischer Capsaicin-Antagonist eingesetzt wird.

## Biosynthese
In Pflanzen wird Capsaicin durch mehrstufige enzymatisch katalysierte Reaktionen gebildet, die mit den proteinogenen Aminosäuren Leucin oder Valin (Verzweigtkettige Aminosäuren, BCAA) auf der einen Seite und Phenylalanin auf der anderen beginnen. Die BCAAs werden zu Fettsäuren synthetisiert. Die beteiligten Enzyme finden sich bei der Gemüsepaprika hauptsächlich in der Plazenta und den äußeren epidermalen Zellschichten der Früchte. Im letzten Schritt der Synthese wird von dem Enzym Capsaicin-Synthase aus 8-Methyl-6-nonenoyl-CoA und Vanillylamin Capsaicin gebildet.
Die Struktur der Capsaicin-Synthase ist bisher (Stand 2014) nicht aufgeklärt. Im Jahr 2006 veröffentlichen Prasad et al. eine Strukturaufklärung, die sich als Irrtum herausstellte. Der Artikel wurde 2008 zurückgezogen.

## Eigenschaften
Capsaicinoide sind farblos und relativ temperaturstabil, d. h. sie können durch Kochen oder Einfrieren nicht zersetzt werden. Capsaicinoide lösen sich in Ethanol und Fetten, aber nicht in Wasser. Sie haben eine antibakterielle und fungizide Wirkung und wirken daher konservierend.
Capsaicinoide reizen die Nervenenden bestimmter Nozizeptoren, die normalerweise Schmerzreize bei Einwirkung von Hitze oder chemischer Reizung erkennen. Die Ähnlichkeit der Empfindung von „heiß“ und „scharf“ (engl. „hot“ oder „spicy“) ist bereits auf Rezeptorebene begründet: Capsaicin bindet an den TRP-Kanal TRPV1, der auch durch eine Erhöhung der Temperatur aktiviert wird. Von diesem Umstand leitet sich der Ausdruck „brennen“ ab. Den umgekehrten Effekt gibt es z. B. bei Einwirkung von geringen Konzentrationen von Menthol (Hustenbonbons), die scheinbar kühlen. Auf die schmerzhafte, subjektive Reizung durch Capsaicinoide reagiert der Organismus mit einer vermehrten Durchblutung des Gewebes und der Ausschüttung von Endorphinen, die ein Glücksgefühl auslösen – das sogenannte Pepper-High.
Im August 2010 haben chinesische Forscher durch Studien an Ratten nachweisen können, dass Capsaicin entspannend auf die Blutgefäße wirkt und dadurch den Blutdruck senkt. Die kontinuierliche Aufnahme von Capsaicin durch die Nahrung bei den Versuchstieren hatte eine vermehrte Ausschüttung von Stickstoffmonoxid zur Folge. Stickstoffmonoxid ist bedeutend für die Blutzirkulation und für die Entspannung der Blutgefäße und wirkt so blutdrucksenkend. Bei Menschen können sich die Blutgefäße derart weiten und der Blutdruck so stark abfallen, dass es zu Kreislaufproblemen und Schwindelgefühlen kommt. Diese Wirkung von Capsaicin wird noch verstärkt, wenn die aktivierten Nervenzellen weitere Signalstoffe abgeben, die gefäßerweiternd wirken.

### Evolutionäre Entwicklung der Capsaicinproduktion
Eine Möglichkeit der Entstehung der Capsaicinproduktion ist ein evolutionärer Vorteil, der sich auf die Fortpflanzung und Verbreitung des Erbguts bezieht, denn Capsaicinoide sind nur für Säugetiere scharf, nicht aber für Vögel, deren Nervenzellen etwas anders aufgebaut sind. Hierin liegt ein wichtiger Selektionsfaktor für die Pflanzen: Indem sie Säugetiere abschrecken, werden ihre Früchte vermehrt von Vögeln gefressen. Vögel legen im Durchschnitt weitere Strecken zurück als Säugetiere und können die Samen der Pflanze dadurch effektiver verbreiten. Zudem zermahlen die Vögel beim Verzehr der Früchte die Samen nicht, wie es Säugetiere beim Kauen tun. Die Samen werden also unverdaut wieder ausgeschieden und zudem noch durch den Vogelkot gedüngt.
Eine weitere Möglichkeit wurde von den Ökologen und Evolutionsbiologen Joshua J. Tewksbury und Douglas Levey beschrieben. Diese untersuchten die Verbreitung der Pflanzen in Bolivien und besonders die Konzentration der in den Chilischoten vorhandenen Capsaicinoide im Zusammenhang mit den ökologischen Gegebenheiten im Verbreitungsgebiet und stellten einen direkten Zusammenhang zwischen dem Pilzbefallrisiko und dem Vorkommen der Schnabelkerfen fest. So besitzen die Chilischoten in den Gegenden mit einem erhöhten Befallsrisiko für Pilze, insbesondere der Gattung Fusarium, einen erhöhten Gehalt des fungiziden Capsaicins, wodurch ein Überleben der Früchte auch in diesen Gegenden gewährleistet wird. Dies ist eine Folge der Selektion, da nur Früchte mit einem erhöhten Capsaicingehalt überleben können. Andere Arten, deren Capsaicingehalt nicht so hoch ist, setzen sich dagegen nur in Gegenden mit einem geringeren Befallsrisiko durch. Einen weiteren Zusammenhang stellten die Evolutionsbiologen mit den im Verbreitungsraum vorhandenen Schnabelkerfen fest. So waren die Chilifrüchte der Pflanzen in einem Areal mit einem erhöhten Vorkommen der Insekten, welche die Früchte bei der Nahrungssuche anstechen und damit den Schimmelpilzen den Weg ins Innere der Früchte ebnen, besonders scharf. Das Vorhandensein nur dieser scharfen, eben mit einem erhöhten Capsaicingehalt ausgestatteten Früchte ist eine direkte Folge der Selektion, da hier nur Pflanzen mit einem wirksamen Schutz gegen den Befall der Schimmelpilze überlebensfähig sind. So dient das Capsaicin nicht nur dem Abschrecken von Fraßfeinden, sondern auch dem Schutz der Früchte und deren Samen gegen Schimmelpilze sowie der eigentlichen Verbreitung durch Vögel.

### Messung des Capsaicin-Schärfegehalts
Die Schärfe von Chilischoten wird in Scoville-Einheiten (SHU = [engl.] Scoville Heat Units) gemessen. Die von Wilbur L. Scoville beschriebene Skala geht dabei von 0 SHU (keine Schärfe vorhanden) bis maximal 16 Millionen SHU (reines Capsaicin in kristalliner Form). Scoville bemisst die vorhandene Schärfe einer „Substanz“ (im engeren Sinn der Chili-Schote oder des Extraktes) durch ihre Neutralisierung. Das Mengenverhältnis des zur Verdünnung einer Substanz bis zur Neutralisation ihrer Schärfe unter die Wahrnehmbarkeitsgrenze benötigten Wassers zur Substanz selbst ergibt den Scoville-Wert. Braucht man z. B. 234.000 Tropfen Wasser, um einen Tropfen einer Sauce geschmacklich zu neutralisieren, dann hat die Sauce einen Schärfegrad von 234.000 SHU. Diese Maßeinteilung wird noch heute verwendet, auch wenn der Capsaicin-Gehalt durch die genauere HPLC-Methode bestimmt wird.
Extreme Schärfegrade beginnen bei ca. 100.000 SHU an (z. B. mit dem Zusatz „pepper enhanced extracts“). Durch Verwendung purer Habanero-Chilis sind bereits extrem scharfe Extrakte möglich (100.000 bis 350.000 SHU). Mit einer der schärfsten Chilisorten der Welt, den indischen Naga Jolokias mit einem empirischen Durchschnittswert von ca. 850.000 bis 1.050.000 SHU, sind rein pflanzlich hergestellte Würzextrakte und Quellprodukte herstellbar.
Reines, näherungsweise kristallines Capsaicin (16 Mio. SHU; vgl. Blair’s 16 Million Reserve) herzustellen, ist sehr aufwändig und das Produkt dementsprechend teuer. Der schärfste handelsübliche Extrakt der Welt (ausgenommen Sammlerstücke), Mad Dog 357 No.9 Plutonium, hat neun Millionen SHU.

## Analytik
Zur zuverlässigen qualitativen und quantitativen Bestimmung von Capsaicin kann nach angemessener Probenvorbereitung die Kopplung der HPLC mit der Massenspektrometrie eingesetzt werden. Diese Methodik kann auch für Dopingkontrollen im Pferdesport verwendet werden.

## Verwendung und Umgang
Die durchblutungssteigernde Wirkung wird auch in der (Tier-)Medizin (etwa bei Wärmepflastern) eingesetzt. Vorsicht ist beim Kontakt der bloßen Haut mit Capsaicinoiden, zum Beispiel beim Verarbeiten von Chilischoten, geboten. Vor allem sollte man darauf achten, sich nach Kontakt mit den Händen nicht die Augen zu reiben. Daher ist es sinnvoll, Handschuhe zum Schutz der Haut zu tragen.
Hat man scharfe Speisen zu sich genommen und das Brennen im Mund wird unerträglich, dann helfen ölhaltige und fetthaltige Emulsionen wie Joghurt, Milch und Käse. Auch (hochprozentige) alkoholische Getränke lindern das Schärfegefühl, da sich Capsaicin in Ethanol löst; da es aber praktisch unlöslich in kaltem Wasser ist, hat Wasser keinen lindernden Effekt. Im Gegenteil kann nach Spülen mit Wasser das Schmerzempfinden ansteigen, weil es die Capsaicinoide im Mundraum erneut aufwirbelt und verteilt. Festgestellt wurde auch, dass eine 10%ige Zuckerlösung genauso effektiv sein soll wie Milch. Zucker oder Tomatensaft in scharfen Speisen reduzieren die Schärfe ebenfalls. Brennen der Haut kann durch Einreiben mit Alkohol begrenzt werden. Bei Reizung empfindlicher Körperteile (Geschlechtsteile, Augen) hilft etwas Speiseöl.
Die Produktion des Capsaicins findet vor allem in der Plazenta, dem hell orangefarbenen Teil der Beeren statt. Entgegen der weitverbreiteten Meinung enthalten die Samenkörner normalerweise kein Capsaicin, es kann aber aus der Plazenta eindiffundieren, die Konzentration ist abhängig vom Capsaicingehalt der Plazenta. Die Aussage, kleine Chilischoten seien besonders scharf, trifft nur begrenzt zu. Auch kann die Intensität bei Schoten der gleichen Sorte und sogar bei Schoten, die von derselben Pflanze zur selben Zeit geerntet wurden, variieren.

### Verwendung als Antibiotikum
Neben den direkten Wirkungen auf den Organismus hat Capsaicin auch antibiotische Eigenschaften. Die Abtötung von bakteriellen Krankheitserregern und Pilzen ist bestimmend für die desinfizierende Wirkung von Capsaicin. So wird in heißen und insbesondere in tropischen Regionen (z. B. Fernost, Afrika, Mittelamerika) zu vielen Speisen traditionell und gewohnheitsmäßig Cayennepfeffer ('Chili') hinzugefügt, was bakteriell bedingten Erkrankungen des Verdauungssystems vorbeugt.

### Verwendung als Aromastoff
Obwohl Capsaicin eigentlich kein Aromastoff ist, da es keinen Geschmack hat, sondern nur die Schleimhäute reizt, regelt die Verordnung (EG) Nr. 1334/2008 (Aromenverordnung) (Anhang III, Teil A) seine Verwendung. Als Reinsubstanz darf Capsaicin Lebensmitteln in keiner Form zugesetzt werden – als Extrakt der Chili-Schoten sind Capsaicinoide aber unbegrenzt erlaubt. In der Aromenindustrie gewöhnlich verwendete Chili-Extrakte haben einen natürlichen Capsaicinoidgehalt von ca. 6,6 % (= ca. 1.000.000 SHU).

### Verwendung in der Medizin
Die nach Capsaicin-Applikation auf der Haut oder Schleimhaut veränderte Schmerzwahrnehmung wird durch einen Angriff an peripheren sensorischen C-Fasern der Nerven vermittelt und besteht aus zwei Phasen. Einer initialen Stimulierung der Neuronen mit Freisetzung von Substanz P und anderen Neuropeptiden (mit Irritation und Hyperästhesie) folgt eine längere refraktäre Phase. In dieser ist das Neuron nicht nur gegen eine erneute Capsaicinstimulation unempfindlich, sondern auch gegen andere schmerzauslösende Faktoren. Dadurch kommt es zu einer langanhaltenden Desensibilisierung gegenüber Schmerz. Das betrifft sowohl Haut wie Schleimhäute und ist von medizinischem Interesse.
Capsaicin wird als Rubefazienz zu äußeren Anwendungen als Creme, Salbe und Pflaster verwendet. Indikationen sind Muskelschmerzen und Muskelverspannungen insbesondere im Bereich der Wirbelsäule. Capsicumextrakte werden auch bei Gelenkschmerzen, rheumatischen Beschwerden und neuropathischen Schmerzen angewendet. Unerwünschte Nebenwirkungen sind lokale Reaktionen wie Brennen und Hautrötung.
In Kombination mit Kaolin (Tonerde), Wasser und Senföl wird Cayennepfeffer (Capsaicin beziehungsweise Capsaicinoide) in Form von Munari-Packungen (Italienische Packung) als Wärmetherapie bei Schmerzen und Verspannungen am Bewegungsapparat einzeln oder in Kombination mit Massage eingesetzt.
Eine Meta-Analyse zeigte, dass Capsaicin gegenüber Placebo chronische Schmerzen neuropathischer und muskulärer Ursache signifikant senken kann. Die Senkung der Schmerzen von über 50 % hielt bei einem Teil der Patienten acht Wochen an. Es traten dabei auch Nebenwirkungen auf wie lokale Hautirritationen und Husten.
Noch in der Entwicklungsphase befindet sich eine Kombination von Capsaicin mit einem Lokalanästhetikum. So ermöglicht Capsaicin den Zugang zur Zelle für das Betäubungsmittel, ohne dabei andere Empfindungen zu beeinträchtigen.

### Verwendung als Reizstoff
Der Chiliextrakt Oleoresin capsicum (OC) findet auch in Pfeffersprays Verwendung, wobei der Reizstoff als Waffe bei der Selbstverteidigung gegen Menschen und Tiere eingesetzt wird. In Nordamerika werden capsaicinoidhaltige Sprays zum Beispiel zur Verteidigung bei Angriffen durch dort verbreitete Braunbären empfohlen.
Pfefferspray ist in Deutschland eine Waffe im Sinne des Waffengesetzes. Die Sprühdauer und Reichweite muss dabei begrenzt sein. Tierabwehrsprays dagegen unterliegen nicht dem Waffengesetz, und so müssen hier keine Beschränkungen wie Sprühdauer und Reichweite eingehalten werden. Tierabwehrsprays können frei erworben werden.
Der medizinische Wirkmechanismus von Oleoresin capsicum beruht auf der Stimulation von Chemo-Nozizeptoren afferenter Nerven. Die Ausschüttung von Substanz P führt zu einer Membrandepolarisation durch den Einstrom von Natrium- und Calciumionen.

### Mögliche Wechselwirkungen zwischen Capsaicin und Drogen
Aktuelle Forschungen von John E. Mendelson am California Pacific Medical Center Research Institute zeigen Wechselwirkungen zwischen Capsaicin und Kokain, welche die Letalität von Kokain um ein Vielfaches erhöhen. In den durchgeführten Experimenten waren 10 mg/kg Capsaicin ausreichend, um die Letalität einer Dosis von 60 mg/kg Kokain von 13 auf 53 % zu heben. Diese 10 mg/kg verursachten auch einen Anstieg der Letalität von 53 auf 90 % bei einer Kokaindosis von 75 mg/kg. Mendelson weist darauf hin, dass damit Todesfälle von Menschen unter Drogeneinfluss, die mit Pfefferspray besprüht wurden, erklärt werden können.
Das Nachrichtenmagazin Der Spiegel berichtete von drei Fällen aus Deutschland, in denen unter Drogeneinfluss stehende Menschen mit Pfefferspray besprüht wurden und kurz danach starben. Die Fälle bestärken die Kritikerstimmen, die schon lange die gesundheitliche Unbedenklichkeit von Pfeffersprays anzweifeln. Die amerikanische Bürgerrechtsvereinigung ACLU berichtet beispielsweise von 26 Verstorbenen zwischen 1993 und 1995 allein in Kalifornien, die vor ihrem Tod mit Pfefferspray besprüht wurden. Auch werden mögliche Wechselwirkungen mit anderen Psychopharmaka oder anderen Drogen diskutiert. Laut Spiegel hatten Behörden bei der Einführung von Pfeffersprays noch die Aussage getätigt, es eigne sich zum Einsatz gegen psychisch Kranke oder unter Drogen stehende Menschen.

### Verwendung im Reitsport
Bei den Olympischen Spielen 2008 in China wurden vier Springreiter nach positivem Dopingtest ihrer Pferde auf das im Reitsport verbotene Capsaicin von den Spielen suspendiert, darunter auch der Deutsche Christian Ahlmann. Die Anwendung von Capsaicin an den Vorderbeinen der Pferde macht diese schmerzempfindlicher. Sie sind dadurch vorsichtiger beim Sprung über die Hindernisse und nehmen keine Hindernisberührung mehr in Kauf. Dies wird auch als „chemisches Barren“ bezeichnet und als Doping gewertet.

### Verwendung im Kraftsport
Capsaicin gilt bisher nicht als Dopingmittel, ist aber im Kraftsport zur Leistungsverbesserung angewendet worden. Akute Gaben in verträglicher Dosierung konnten bei männlichen Kraftsporttrainierten (n=10) beispielsweise die Anzahl wiederholter Langhantelkniebeugen verbessern.